# Голд, Мэри Джейн
Мэри Джейн Голд (англ. Mary Jayne Gold, 1909, Чикаго — 5 октября 1997, Гасен) — американка, которая спасла более чем две тысячи жизней людей иной национальности из оккупированной немцами Франции. Она была помощницей Вариана Фрая (американского праведника народов мира), который называл список спасённых ими людьми «список Голд», так как только благодаря финансовой поддержке Мэри Джейн Голд спасение стало реальностью.

## Биография
Мэри Джейн Голд родилась в 1909 году в Чикаго в очень богатой семье. В 1929 году она переехала в Европу, где поселилась в Париже и много путешествовала.
В мае 1940 года, когда из-за войны люди спасаясь от немецкой армии были вынуждены покидать Париж, она отправилась в Марсель. В это время она увидела, какое было отношение к евреям. Её поразило, как фашисты нашли спрятанную между сумок маленькую еврейскую девочку, которая плакала, когда её вытолкнули из поезда и увели. Она начала спасать людей, вина которых состояла в том, что они родились с национальностью, которую люди другой национальности решили уничтожить.
Благодаря её деньгам были спасены от уничтожения скульптор Жак Липшиц, художник Марк Шагал, философ Ханна Арендт, Виктор Браунер, Андре Бретон, Ханс Беллмер, Жан Арп, Ханна Арендт, Оскар Домингес, Макс Эрнст, Марсель Дюшан, Клод Леви-Стросс, Ванда Ландовска, Вифредо Лам, Зигфрид Кракауэр, Артур Кёстлер, Жак Адамар, Эмиль Юлиус Гумбель, Лион Фейхтвангер и тысячи других. Мэри Джейн сняла большую загородную виллу вблизи Марселя и прятала там людей, которые ожидали вывоза из города. Для них она покупала паспорта разных стран, подкупая консульства. Она же наладила связь с марсельскими гангстерами, которые пересылали евреев через границу лишь по их контрабандным каналам, а она им платила. Она сотрудничала с Варианом Фраем до ноября 1941 года, и они спасли более 2000 евреев. После этого Фраю американцы не продлили международный паспорт, и он был вынужден вернуться в Нью-Йорк. Только намного позже правительство США признало, что Фрай и его коллеги не получили тогда должной государственной поддержки, из-за которой гораздо больше людей могли бы быть спасены.
Мэри Джейн, вернувшись в Америку, никогда не рассказывала о 13 месяцах работы в Марселе и том, сколько жизней она смогла спасти. После войны, вернувшись во Францию, она тоже никогда не хвалилась тем, что сделала. И только спустя 40 лет она написала мемуары под заголовком «Марсельский перекрёсток 1940 года», но в них не затрагивала вопрос о потраченных ею деньгах и не уточняла точное количество спасённых. В достоверности её действий можно убедиться не только со слов спасённых ею людей, но и из книги Вариана Фрая, 1942 года издания. В ней он назвал список спасённых именно «списком Голд».
Она никогда не была замужем, и у неё не было детей.
Деятельности Голд и её коллег по Emergency Rescue Committee в спасении беженцев от нацизма посвящены исторический роман Джулии Оррингер The Flight Portfolio (2019) и его экранизация в мини-сериале Netflix «Через океан» (Transatlantic, 2023), где её играет Гиллиан Джейкобс.